# Palais des Thés
Pour l’article ayant un titre homophone, voir Palais d'été.
 (novembre 2023).
- Si vous ne connaissez pas le sujet, laissez ce bandeau (vous pouvez alors contacter les auteurs).
- Si vous supprimez le contenu mis en cause (vous pouvez préalablement contacter les auteurs),

argumentez précisément cette suppression dans la page de discussion
(un manque de référence n'est pas un argument ; une recherche réelle de référence doit avoir été effectuée, être formellement documentée).
Palais des Thés est une entreprise française indépendante de thé, fondée à Paris en 1986 par François-Xavier Delmas. La marque assure vendre aujourd’hui 600 tonnes de thés par an et affiche un chiffre d’affaires de 83 M€ sur l’année 2024. En 2024, Palais des Thés compte plus de 100 boutiques.

## Histoire

### Création
En 1986, Julien Spiess réunit 45 amateurs de thé pour fonder une société anonyme : chaque personne doit contribuer à hauteur d’au moins 2 000 FRF (584,48 EUR2023) et le capital social de l’entreprise atteint au total 350 000 FRF (102 284 EUR2023)[réf. nécessaire]. Sa volonté est de fournir du thé en vrac au lieu du thé en sachet, de moins bonne qualité, qui constitue à l’époque 80 % du marché français du thé[réf. à confirmer].
La même année, une première boutique, baptisée « Le Palais », ouvre rue de l’Abbé Grégoire dans le 6e arrondissement de Paris,[source insuffisante][blog], près du jardin du Luxembourg. Une seconde ouvrira un an plus tard, en 1988, dans le 14ème arrondissement[source non vérifiable].

### Développement
En 1990, François-Xavier Delmas, actionnaire depuis l'origine de Palais des Thés, reprend 80 % des parts de ses associés alors que l’entreprise traverse une grave crise de gestion[source primaire].
C’est lors de l’inauguration de la boutique Palais des Thés à Tokyo en 1991 que François-Xavier Delmas profite de son voyage pour visiter des plantations de thés. Il décide de s’approvisionner à la source[source insuffisante], en rencontrant des fermiers et en visitant leurs jardins de thé à travers le monde. Palais des Thés devient, à l’époque, la seule maison de thé française à importer les thés directement d’Asie sans passer par Hambourg, qui est le haut lieu du commerce du thé à l’échelle européenne.

### Expansion
En 1997, Palais des Thés réalise 7,3 millions de francs de chiffre d’affaires[réf. nécessaire] et entame son expansion, notamment à l’international avec des ouvertures de boutiques à New York et Lisbonne[source insuffisante] ou encore Tel Aviv[réf. nécessaire].
En 1999, Palais des Thés ouvre son site de commerce en ligne : les ventes en ligne représentent 18 % du chiffre d’affaires[source insuffisante][blog] de la marque en 2021. Des chiffres qui s’expliquent notamment par les confinements liés à la pandémie de Covid-19, lesquels ont eu un impact positif sur la consommation de boissons chaudes[source non vérifiable].

### Chiffre d'affaires et marché du thé en France
En 2024, Palais des Thés possède plus de 100 boutiques franchisées et en propre, et a réalisé un chiffre d’affaires de 83M d'euros au 31/12/2024, soit une croissance de 12% par rapport à 2023.
En 2021, Palais des Thés est considéré comme un des leaders du marché français du thé aux côtés de Compagnie Coloniale, Mariage Frères, Betjeman & Barton avec qui ils partagent 20% des ventes avec une croissance de 10% par an[source insuffisante] et l'entreprise affiche en 2024 le chiffre d'affaires et le nombre de boutiques les plus importants des enseignes de thé de spécialité en France.

### Collaborations avec le monde culturel
Palais des Thés collabore régulièrement avec des institutions culturelles.
2012 : création du Thé Guimet pour l’exposition « Le thé, histoire d’une boisson millénaire » au musée Guimet
2014 : création du Thé Hokusai pour l’exposition Hokusai au Grand Palais
2017 : création du Thé Gauguin pour l’exposition Gauguin au Grand Palais
2019 : création des thés du Louvre pour le musée
2022 : création des infusions du Louvre pour le musée

### Manufacture Palais des Thés
Après la création de son École du Thé en 1999, l'entreprise a ouvert en 2024 en Géorgie sa Manufacture, lieu de formation où ses collaborateurs sont amenés à manufacturer eux-mêmes du thé récolté dans les plantations de ce pays producteur.

## Distribution
En 2018, pour proposer en vrac ses références de thés issues de l’agriculture biologique, Palais des Thés a obtenu la certification bio, accordée par Ecocert, pour l’ensemble de son parc de boutiques, en propre et franchisés, en France et en Belgique. En effet, cette certification assure la conformité des pratiques de manipulation du thé bio en vrac par rapport à la réglementation européenne sur le bio qui ne concerne que les produits pré-conditionnés,.
L'enseigne déploie depuis 2024 l'Atelier du Vrac, un format de boutique dédié aux thés et infusions en vrac, avec deux premières ouvertures à Paris et à Nantes.
Parmi ses clients, Palais des Thés fournit notamment Air France[source secondaire souhaitée] et la Compagnie du Ponant[source secondaire souhaitée], mais aussi des hôtels et restaurants de luxe comme Le Maybourne Riviera à Roquebrune-Cap-Martin, le Negresco[source secondaire souhaitée] à Nice, ou encore les palaces du Crillon, du Lutetia et du Bristol à Paris.

## Publications
- Le Guide du théophile, Le Palais des Thés, 2002, 128 p. (ISBN 2-9517419-0-1)
- Le Guide de dégustation de l'amateur de thé, de François-Xavier Delmas, Mathias Minet et Christine Barbaste, Les Éditions du Chêne, 2007.  (ISBN 2-9517419-2-8)
- Tea Sommelier - Le thé en 160 leçons illustrées, de François-Xavier Delmas et Mathias Minet, 2016[25]
- Chercheur de thé - de la découverte à l'initiation, de François-Xavier Delmas, Editions de la Martinière, 2020,  (ISBN 2732495247)